# Johnny Grant
Johnny Grant (Goldsboro (North Carolina), 9 mei 1923 - Hollywood, 9 januari 2008) was een Amerikaans radiopersoonlijkheid en televisieproducent. Tijdens de Tweede Wereldoorlog presenteerde hij een dagelijkse radioprogramma. Na de oorlog werkte hij als radiojournalist. Hij is echter het meest bekend als de burgemeester van Hollywood, een belangrijke ceremoniële functie die hij bekleedde van 1980 tot aan zijn dood in 2008. In die rol begeleidde hij vele sterren naar Walk of Fame en ontving hij op de rode loper de gasten bij de uitreiking van de Oscar. Voor zijn verdiensten is Johnny Grant onder andere geëerd met een ster op de Walk of Fame.

## Filmografie
- The Babe Ruth Story, (1948, niet op aftiteling)
- Mask of the Dragon, (1951)
- White Christmas, (1954, niet op aftiteling)
- The Great Man, (1956, , niet op aftiteling)
- The Girl Can't Help It, (1956, niet op aftiteling)
- Beau James, (1957, niet op aftiteling)

## Televisieseries
- Letter to Loretta, (1955)
- The Bob Hope Show, (1968)

## Producties
- Rock, Pretty Baby, (1956)
- This Is Your Life, (1957-1960)
- This Is Your Life, (documentaire, 1957)
- 77 Sunset Strip, (1959)
- The 33rd Annual Academy Awards, (1961)
- The Oscar, (1966)
- The Lucy Show, (1966)
- 53rd Annual Hollywood Christmas Parade, (1984)
- This Is Your Life, (1987)
- China Beach, (1988)
- Biography, (serie documentaires, 1993)
- 65th Annual Hollywood Christmas Parade, (1996)
- Buddy Faro, (1998)
- Action, (1999)
- Gene Autry: America's Cowboy, (documentaire, 2000)
- The Young and the Dead, (documentaire, 2000)
- Hollywood at Your Feet: The Story of the Chinese Theatre Footprints, (documentaire, 2000)
- Hollywood Homicide, (2003)
- The Three Stooges 75th Anniversary Special, (documentaire, 2003)
- Bob Hope at 100, (documentaire, 2003)
- Christmas in Tinseltown, (documentaire, 2004)
- Tell Them Who You Are, (documentaire, 2004)
- Christmas in Tinseltown, (documentaire, 2004)
- Great Things About the Holidays, (2005)
- The Sci-Fi Boys, (documentaire, 2006)
- Confessions of a Superhero, (documentaire, 2007)
- City Confidential, (documentaire, 2007)